# Campeonato Mundial Júnior de Patinação Artística no Gelo de 1993
O Campeonato Mundial Júnior de Patinação Artística no Gelo de 1993 foi a décima oitava edição do Campeonato Mundial Júnior de Patinação Artística no Gelo, um evento anual de patinação artística no gelo organizado pela União Internacional de Patinação (em inglês:  International Skating Union) onde os patinadores artísticos competem pelo título de campeão mundial júnior. A competição foi disputada entre os dias 1 de dezembro e 6 de dezembro de 1992, na cidade de Seul, Coreia do Sul.

## Eventos
- Individual masculino
- Individual feminino
- Duplas
- Dança no gelo

## Medalhistas
| Evento                        | Ouro                                           | Prata                                         | Bronze                                      |
| Individual masculino detalhes | Evgeni Pliuta · Ucrânia                        | Michael Weiss · Estados Unidos                | Ilia Kulik · Rússia                         |
| Individual feminino detalhes  | Kumiko Koiwai · Japão                          | Lisa Ervin · Estados Unidos                   | Tanja Szewczenko · Alemanha                 |
| Duplas detalhes               | Inga Korshunova · Dmitri Saveliev · Rússia     | Maria Petrova · Anton Sikharulidze · Rússia   | Isabelle Coulombe · Bruno Marcotte · Canadá |
| Dança no gelo detalhes        | Ekaterina Svirina · Sergei Sakhnovski · Rússia | Sylwia Nowak · Sebastian Kolasiński‎ · Polônia | Bérangère Nau · Luc Moneger · França        |

## Resultados

### Individual masculino
| Pos.              | Nome            | Nacionalidade  |
| ----------------- | --------------- | -------------- |
| Medalha de ouro   | Evgeni Pliuta   | Ucrânia        |
| Medalha de prata  | Michael Weiss   | Estados Unidos |
| Medalha de bronze | Ilia Kulik      | Rússia         |
| 4                 |                 |                |
| 5                 | Jeffrey Langdon | Canadá         |
| ...               |                 |                |
| 11                | Yvan Desjardins | Canadá         |
| ...               |                 |                |

### Individual feminino
| Pos.              | Nome             | Nacionalidade  |
| ----------------- | ---------------- | -------------- |
| Medalha de ouro   | Kumiko Koiwai    | Japão          |
| Medalha de prata  | Lisa Ervin       | Estados Unidos |
| Medalha de bronze | Tanja Szewczenko | Alemanha       |
| ...               |                  |                |
| 8                 | Irina Slutskaya  | Rússia         |
| ...               |                  |                |
| 13                | Sherry Ball      | Canadá         |
| ...               |                  |                |

### Duplas
| Pos.              | Nome                               | Nacionalidade |
| ----------------- | ---------------------------------- | ------------- |
| Medalha de ouro   | Inga Korshunova / Dmitry Saveliev  | Rússia        |
| Medalha de prata  | Maria Petrova / Anton Sikharulidze | Rússia        |
| Medalha de bronze | Isabelle Coulombe / Bruno Marcotte | Canadá        |
| ...               |                                    |               |
| 7                 | Julie Laporte / David Pelletier    | Canadá        |
| 8                 | Kelly Mackenzie / David Annecca    | Canadá        |
| ...               |                                    |               |

### Dança no gelo
| Pos.              | Nome                                        | Nacionalidade |
| ----------------- | ------------------------------------------- | ------------- |
| Medalha de ouro   | Ekaterina Svirina / Sergey Sakhonovski      | Rússia        |
| Medalha de prata  | Sylwia Nowak / Sebastian Kolasiński‎         | Polônia       |
| Medalha de bronze | Bérangère Nau / Luc Moneger                 | França        |
| 4                 | Elizabeth Hollett / Pierre-Hugues Chouinard | Canadá        |
| ...               |                                             |               |
| 9                 | Josée Piché / Pascal Denis                  | Canadá        |
| ...               |                                             |               |
| 12                | Marisa Gravino / Patrice Lauzon             | Canadá        |
| ...               |                                             |               |

## Quadro de medalhas
| Ordem | País           | Medalha de ouro | Medalha de prata | Medalha de bronze |    | Ordem por total |
| ----- | -------------- | --------------- | ---------------- | ----------------- | -- | --------------- |
| 1     | Rússia         | 2               | 1                | 1                 | 4  | 1               |
| 2     | Japão          | 1               |                  |                   | 1  | 3               |
| 2     | Ucrânia        | 1               |                  |                   | 1  | 3               |
| 4     | Estados Unidos |                 | 2                |                   | 2  | 2               |
| 5     | Polônia        |                 | 1                |                   | 1  | 3               |
| 6     | Alemanha       |                 |                  | 1                 | 1  | 3               |
| 6     | Canadá         |                 |                  | 1                 | 1  | 3               |
| 6     | França         |                 |                  | 1                 | 1  | 3               |
| TOTAL | TOTAL          | 4               | 4                | 4                 | 12 | —               |